# Німчинський Руслан Михайлович
Руслан Михайлович Німчинський (нар. 9 травня 1973, Віньківці, Українська РСР) — український дипломат. Тимчасовий повірений у справах України в Росії (2015—2019). Директор Департаменту міжнародної безпеки МЗС України (з 2019). Надзвичайний і Повноважний Посол України в Республіці Кіпр (2020—2025).

## Життєпис
Народився 9 травня 1973 року у місті Віньківці на Хмельниччині. У 1995 році закінчив Інститут міжнародних відносин Київського національного університету імені Тараса Шевченка.
Третій секретар Місії України при НАТО.
Перший секретар Управління контролю над озброєнням та військово-технічного співробітництва Міністерства закордонних справ України, член делегації України на третю Конференцію із сприяння набуттю чинності Договором про всеосяжну заборону ядерних випробувань.
Начальник відділу департаменту контролю над озброєнням та військово-технічного співробітництва МЗС України, член міжвідомчої робочої групи з розроблення проєкту Державної програми протимінної діяльності.
Начальник відділу управління контролю над озброєннями та військово-технічного співробітництва Міністерства закордонних справ України, член делегації України на VII Конференцію з розгляду дії Договору про нерозповсюдження ядерної зброї.
Директор Департаменту контролю над озброєнням та військово-технічного співробітництва Міністерства закордонних справ України, глава делегації України для участі у Щорічній зустрічі держав — учасниць Конвенції про заборону розробки, виробництва та накопичення запасів бактеріологічної (біологічної) і токсинної зброї та про їх знищення.
Виконувач обов'язків директора Департаменту контролю над озброєнням та військово-технічного співробітництва Міністерства закордонних справ України, заступник члена делегації України для участі в роботі 66-ї сесії Генеральної Асамблеї ООН.
Заступник директора Департаменту міжнародної безпеки та роззброєння Міністерства закордонних справ України, заступник глави делегації України для участі в засіданні Українсько-американської робочої групи з питань нерозповсюдження та експортного контролю.
Радник-посланник Посольства України в Російській Федерації, Заступник Голови Місії.
У 2015—2019 рр. — Тимчасовий повірений у справах України в Росії.
12 серпня 2020 року — призначений Надзвичайним і Повноважним Послом України в Республіці Кіпр. Звільнений 21 липня 2025 року.

## Дипломатичний ранг
- Надзвичайний і Повноважний Посланник першого класу (2015)[14].
- Надзвичайний і Повноважний Посол (2021)[15].